# Mareuil-lès-Meaux
Mareuil-lès-Meaux é uma comuna francesa localizada na região administrativa da Île-de-France, no departamento Sena e Marne. A comuna possui 1163 habitantes segundo o censo de 1990.